# Gerda Ranz
Gerda Ranz (* 29. November 1944 in Arlesried als Gerda Klöpfer) ist eine ehemalige deutsche Mittel- und Langstreckenläuferin.
Bei den Leichtathletik-Europameisterschaften 1971 in Helsinki startete sie im 1500-Meter-Rennen, schied jedoch im Vorlauf aus. Auch bei den Olympischen Spielen 1972 in München ging sie im 1500-Meter-Rennen an den Start, jedoch war auch dieses Mal im Vorlauf Schluss.
Bei den Crosslauf-Weltmeisterschaften 1973 in Waregem kam sie auf den 34. Platz.
1968 und 1969 wurde sie Deutsche Meisterin über 1500 Meter.
Gerda Ranz startete für den TV Erkheim und das LAC Quelle Fürth.

## Persönliche Bestzeiten
- 800 m: 2:06,9 min, 4. September 1971, München
- 1000 m: 2:48,4 min, 31. Juli 1973, Kaufbeuren
- 1500 m: 4:18,5 min, 13. Mai 1972, Bonn
- 3000 m: 9:20,2 min, 12. Juli 1973, München